# John Edward Sulston
John Edward Sulston CH FRS (Cambridge, Anglaterra, 27 de març de 1942 - 6 de març de 2018) va ser un químic britànic, dedicat a la investigació en el camp de la biologia molecular, i guardonat amb el Premi Nobel de Medicina o Fisiologia l'any 2002.

## Biografia
Va néixer a la ciutat de Cambridge, fou educat al Merchant Taylors' School i al Pembroke College, graduant-se en Química Orgànica l'any 1963. Després d'ingressar al departament de química de la Universitat de Cambridge, realitzà el seu doctorat sobre la química del nucleòtids. Després de treballar com investigador postdoctoral al Salk Institute for Biological Studies de Califòrnia (Estats Units), retornà a Cambridge per treballar al costat de Sydney Brenner al laboratori de biologia molecular.

## Recerca científica
Tingué un paper central en la investigació al voltant del nematode Caenorhabditis elegans així com el desxiframent del genoma humà i el desenvolupament dels mètodes de seqüenciació de l'ADN (establerts per Fred Sanger). Precisament, Sulston fou fet director fundador d'un nou centre investigador l'any 1992, el Wellcome Trust Sanger Institute, dedicat a la investigació del genoma. Després d'aconseguir desxifrar el genoma del cuc C. elegans i publicar-lo internacionalment l'any 1998, s'inicià el Projecte Genoma Humà, a gran escala, per tal de desxifrar el genoma humà, un fet fins aleshores impensable.
L'any 2001 fou guardonat amb el Premi Príncep d'Astúries d'Investigació Científica i Tècnica, juntament amb Jean Weissenbach, Craig Venter, Francis Collins i Hamilton Smith, pels “seus estudis sobre el desxiframent del genoma humà, lliurement i sense restriccions, en benefici de tota la humanitat”.
El 2002 fou guardonat, juntament amb Sydney Brenner i Howard Robert Horvitz, amb el Premi Nobel de Medicina o Fisiologia “pels seus treballs sobre la regulació genètica del desenvolupament i mort cel·lular”. Una de les contribucions més importants de Sulston en els seus estudis fou aclarir quin era l'ordre exacte de les cèl·lules de Caenorhabditis elegans, gràcies a la qual obrí la possibilitat d'iniciar el Projecte Genoma Humà.
L'any 2007 va esdevenir president del Manchester University’s Institute for Science, Ethics and Innovation. Finalment, el 2017 va ser nomenat "Companion of Honour" per la seva contribució a la ciència i la societat.